# Ашня (приток Алатыря)
Ашня — река в России, протекает по территории Ичалковского района Мордовии. Устье реки находится в 112 км по левому берегу реки Алатырь. Длина реки составляет 11 км.
Исток реки в лесном массиве в 23 км к северо-востоку от села Ичалки. Река течёт на юг, всё течение проходит по ненаселённому лесу. Впадает в Алатырь напротив села Папулево.

## Данные водного реестра
По данным государственного водного реестра России относится к Верхневолжскому бассейновому округу, водохозяйственный участок реки — Алатырь от истока и до устья, речной подбассейн реки — Сура. Речной бассейн реки — (Верхняя) Волга до Куйбышевского водохранилища (без бассейна Оки).
Код объекта в государственном водном реестре — 08010500212110000038628.